# サランギ (ネパール)
サランギ（ネパール語: नेपाली सारङ्गी）は、ネパールの民族楽器で弓で演奏される弦楽器である。
伝統的にネパールでは、サランギは伝承民話や民謡を歌うガンダルバの人々（同意に使われることも有るが議論がある。）によってのみ演奏されていたが、現在では、その人気はガンダルバのコミュニティを超えて広く使用されるようになり、他のカーストの人々も演奏するようになった。また、ネパールのロックや映画音楽など、他のジャンルの演奏者からも多くの関心を集めている。サランギは典型的なガンダルバの楽器になったが、それとは対照的に撥弦楽器であるアルバジョは、世間から忘れ去られる事となった。サランギは弦がたくさん張られているが、その多くは共鳴弦である。

## 構造

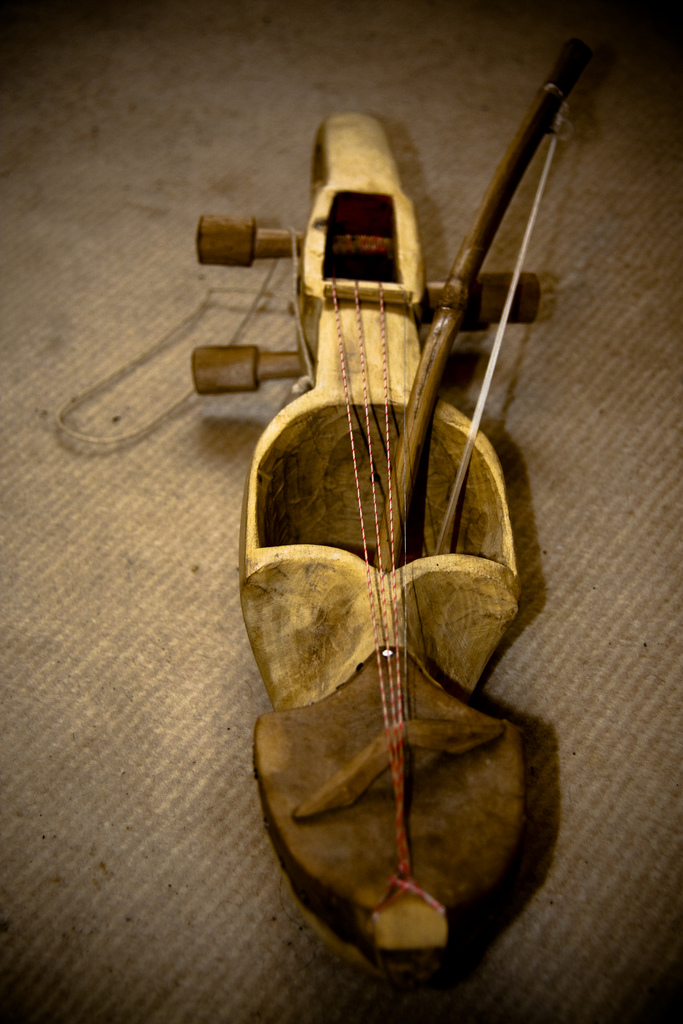
ネパールのサランギ

伝統的なネパールサランギは、形状、材質、またはスケールやキーについて、明確な基準がない。一般的に一塊の木材から作られる。楽器の本体はネックとくり抜かれた２つの空洞からなり、多くの場合、入手が容易な木材、多くの場合khirra、saaj、lakuri、またはaapなどの木材から製作される。上側の空洞は覆われていない。それに対しブリッジが置かれる下部の開口部は、一般に羊やヤギの乾燥した皮で覆われている。ネックにはフレットは無く、弦はチューニングペグで張られ、調律される。サランギの大きさは、演奏する者の好みによって異なる。
ネパールサランギは4本の弦で構成されている。元々、弦は羊の腸で作られていた。これは、世界中の多くの楽器で伝統的に「猫の腸」（と呼ばれるが実際は、牛の腸から作られる）が使われているのと同様である。ガンダルバはダサインの祭りに捧げられる羊の生贄から残った腸を手に入れる。不必要な箇所が腐敗すると、腸を取り出し、それらを編んで弦を作っていた。しかし最近では、バドミントンのガット、ナイロン弦、スチール弦が一般的に使われ、腸（ガット）の弦の代わりとなった。弓も昔は馬の尾毛が用いられていたが、現代においてはナイロン製の弦を用いる事が一般的である。

## 楽器のチューニング
サランギの音域は、ほぼ2オクターブをカバーし、5度の音程に調律される。右から左へ、サランギの4本の弦は、特定のキーの5、ルート（根音）、ルート（根音）、および5分音符の下にチューニングされている。真ん中２本の弦は共鳴弦として使用される。楽器は、演奏者の裁量で耳でチューニングされるか、西洋音楽のキーに合わせてチューニングされる。これは主に、他の文化の楽器での演奏を容易にするために標準化されたキーが必要な設定、またはレコーディングスタジオで行われる。たとえば、中央の2つの弦がG音で調整されている場合、最初と4番目の弦は両方ともDに対応する。